# 1915 au Nouveau-Brunswick
Chronologie du Nouveau-Brunswick
- 1911
- 1912
- 1913
- 1914
- 1915
- 1916
- 1917
- 1918
- 1919

Cette page concerne des événements d'actualité qui se sont produits durant l'année 1915 dans la province canadienne du Nouveau-Brunswick.

## Événements
- 1er février : le libéral Arthur Bliss Copp remporte l'élection partielle fédérale sans opposition de Westmorland à la suite de la mort de Henry Emmerson le 9 juillet 1914.
- 2 février : Sabotage du pont international entre Sainte-Croix et Vanceboro.

## Naissances
- 12 janvier : Joseph-Aurèle Plourde, archevêque d'Ottawa.
- 14 juin : Guy Crossman, député.
- 1er juillet : Cyril Sherwood, sénateur.
- 27 juillet : Edna Bourque, bénévole.
- 7 août : Margaret Jean Anderson, sénatrice.

## Décès
- 18 juin : Marcel-François Richard, prêtre et éducateur.
- 15 novembre : James Reid, député.
- 15 décembre : Frederick Eustace Barker, député.